# Lucius Claudius Proculus Cornelianus

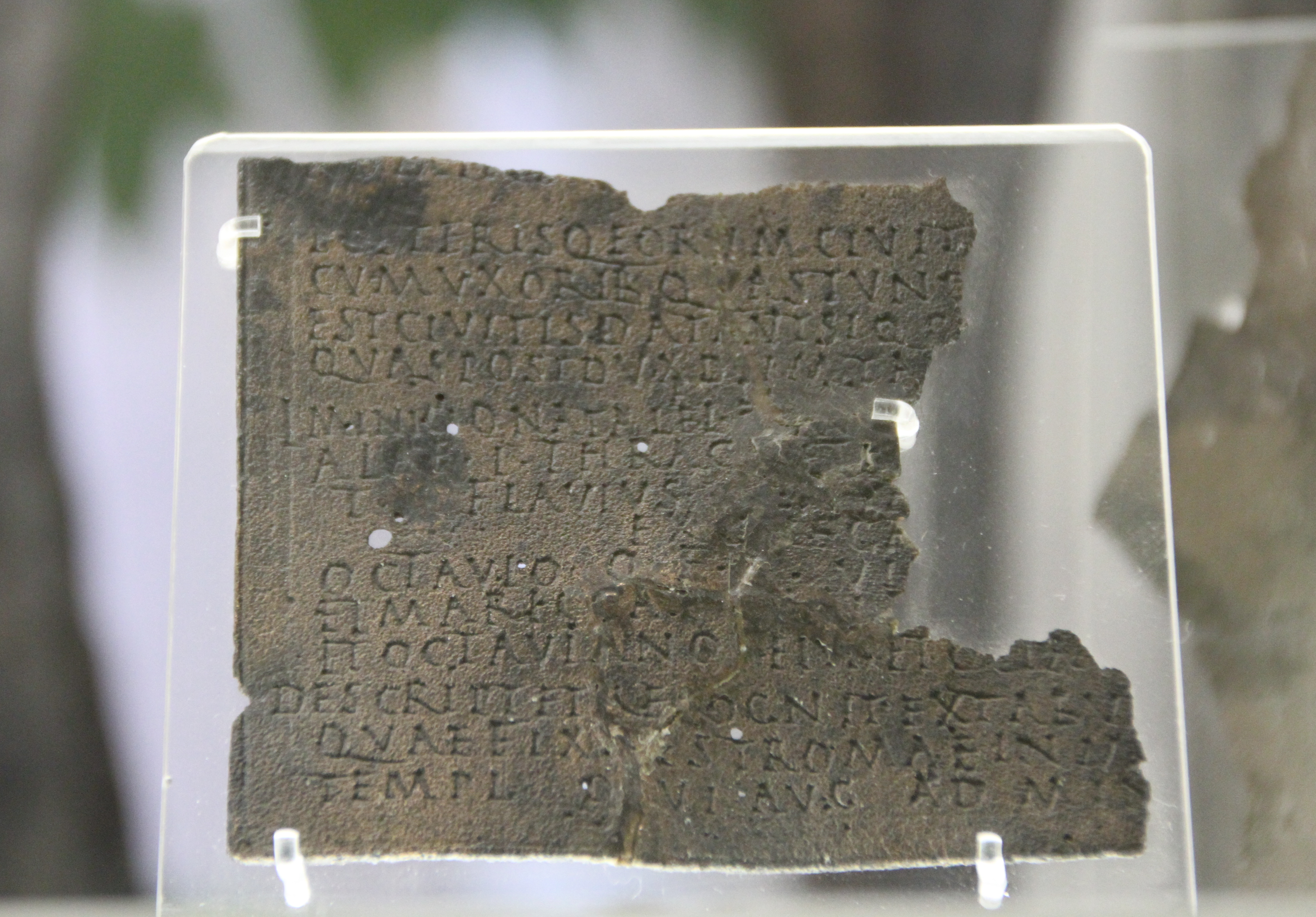
Ein Militärdiplom von 139 n. Chr.

Lucius Claudius Proculus Cornelianus war ein im 2. Jahrhundert n. Chr. lebender römischer Politiker. In einem Militärdiplom wird sein Name als Lucius Claudius Proculus angegeben.
Durch Militärdiplome, die z. T. auf den 18. Juli und den 22. August 139 datiert sind, ist belegt, dass Cornelianus 139 zusammen mit Lucius Minicius Natalis Quadronius Verus Suffektkonsul war; die beiden übten dieses Amt vermutlich vom 1. Juli bis zum 31. August aus.
Durch eine Inschrift, die in Tibur gefunden wurde und die auf 151/175 datiert wird, ist belegt, dass er mit Herennia Helvidia Aemiliana verheiratet war.